# Alasmidonta viridis
Alasmidonta viridis позната још као Slippershell mussel је слатководна шкољка, водени мекушци из реда Unionoida, речна шкољка. 